# Prlov
Prlov é uma comuna checa localizada na região de Zlín, distrito de Vsetín.